# 梅婷
梅 婷（メイ・ティン、1975年 - ）は中華人民共和国・江蘇省南京市出身の女優。身長166cm、体重47kg。中央戯劇学院出身。

## 来歴
子供の頃は南京小紅花芸術団でトレーニングを受け、14歳から南京軍区の南京前線歌舞団に所属。1995年に軍隊から転出を申請し、翌年中央戯劇学院に入学した。在学中に映画『追憶の上海』に出演しブレイク。第22回カイロ国際映画祭最優秀女優賞を獲得したことでも大きな話題を巻き起こしたが、国内での受賞も数多く、1998年には中国映画華表賞優秀の優秀女優賞を、2003年には第4回金鷹電視芸術祭の優秀女優賞などを受賞している。
2001年、映画監督の鄢頗と結婚するが、2005年に破局し、2006年に正式に離婚した。

## 出演作品

### 映画
- 『花眼』
- 『賽龍奪錦』
- 『追憶の上海』（原題：紅色恋人、1998年）
- 『屠城血證』
- 『月到中秋』
- 『再生の朝に』（原題：透析、2009年）
- 『1911』（原題：辛亥革命、2011年）
- 『激戦 ハート・オブ・ファイト』（原題：激戰、2013年）
- 『ブラインド・マッサージ』（原題：推拿、2014年）

### ドラマ
- 『税務所的故事』
- 『香樟樹』
- 『鉄血青春』
- 『誰可相依』
- 『平安是福』
- 『如果有来世』
- 『英雄時代』
- 『緑蘿花』
- 『讓愛重来』
- 『知らない男と話をするな』（原題：不要和陌生人説話）
- 『激情年代』
- 『海洋館的約会』
- 『南北一家親』
- 『中華英雄伝』（原題：霍元甲）
- 『心网』
- 『家園』
- 『北方故事』
- 『スピリット・オブ・ドラゴン 精武英雄 陳真』（原題：精武英雄 陳真）
- 『血色童心』
- 『万暦首輔張居正』（原題）（日本未公開）
- 『父母愛情』（原題：父母爱情、2014年）
- 『琅琊榜〈弐〉〜風雲来る長林軍〜』（2017年）
- 『18歳、きみがいた』（2017年）
- 『ホームシック 戻ってきた娘』（2021年）